# Cristian Palacios
Cristian Palacios, vollständiger Name Cristian Martín Palacios Ferreira, (* 2. September 1990 in Belén oder Salto) ist ein uruguayischer Fußballspieler.

## Karriere

### Vereine
Cristian Palacios Karriere als Fußballprofi begann bei Peñarol Montevideo, wo er mindestens seit der Apertura 2009 dem Erstligakader angehörte, in der er die ersten beiden Spiele in der Primera División während seiner ersten Karrierephase bei den Aurinegros absolvierte. Sein Erstligadebüt gab er am 12. September 2009 in der Partie gegen den Racing Club.
Direkt in seiner Debütsaison wurde er 2009/10 Uruguayischer Meister. Bis zu seiner Ausleihe zu Central Español im Januar 2011 kamen sechs weitere Einsätze (ein Tor) während der Apertura 2010 sowie drei in der Copa Sudamericana hinzu. Bei seinem neuen Klub startete er dann durch und erzielte in 14 Partien der Clausura 2011 insgesamt 15 Tore. Damit sicherte er sich den Titel des Torschützenkönigs des Torneo Clausura.
Im Juli 2011 kehrte Palacios zu den Schwarz-Gelben zurück, absolvierte drei Ligapartien der Apertura 2011, blieb ohne Tor und wurde im Januar 2012 im Wege einer weiteren Ausleihe an den argentinischen Verein Atlético Tucumán weitergereicht. Beim Nacional B-Klub bestritt er in den Saisons 2011/12 und 2012/13 19 Zweitligaspiele und überwand zweimal die gegnerischen Torhüter. Immer noch bei Peñarol unter Vertrag stehend, folgte anschließend sein nunmehr drittes Engagement auf Leihbasis, als er sich zur Clausura 2013 der uruguayischen Überraschungsmannschaft der Saison-Hinrunde El Tanque Sisley anschloss. Für jenen Verein sind in jener Halbserie neun Einsätze und zwei Tore verzeichnet. In der Apertura 2013 bestritt er elf weitere Erstligaspiele (kein Tor). Auch kam er in zwei Partien der Copa Sudamericana 2013 zum Zug.
Mitte Januar 2014 schloss er sich auf Leihbasis dem ecuadorianischen Verein CD Olmedo an. Für die Ecuadorianer lief er in 40 Ligaspielen auf und erzielte neun Tore. Zum Jahresbeginn 2015 kehrte er zu Peñarol zurück. Noch vor Beginn der Clausura wurde er Anfang Februar 2015 an den Ligakonkurrenten Juventud verliehen. Bis zum Saisonende 2014/15 wurde er beim Verein aus Las Piedras 14-mal in der Primera División eingesetzt und traf dabei 13-mal ins gegnerische Tor. Im Juli 2015 wurde er wieder in Peñarols Kader integriert. In der Spielzeit 2015/16 trug er mit 17 Ligaspielen und fünf Toren zum Gewinn des Landesmeistertitels bei. Zudem absolvierte er fünf Partien (kein Tor) der Copa Libertadores 2016. Im August 2016 wurde er an den Club Atlético Temperley verliehen. Für die Argentinier lief er in zehn Ligaspielen (kein Tor) auf. Mitte Januar 2017 verpflichteten ihn die Montevideo Wanderers auf Leihbasis. In der laufenden Saison 2017 bestritt er 20 Erstligapartien und schoss 19 Tore. Zudem traf er zweimal bei drei Einsätzen in der Copa Libertadores 2017. Ende Juli 2017 kehrte er zu Peñarol zurück. Bei Club Puebla in Mexiko konnte sich Palacios nicht durchsetzen und kam in der Saison 2018 nur auf neun Ligaeinsätze. Er wurde 2019 zu Sporting Cristal nach Peru und 2020 zu Unión Española nach Chile verliehen, wo es deutlich besser für ihn lief. Nach dem Leihende schloss Palacios sich endgültig Unión Española an. Nach einem weiteren Jahr bei dem Klub spanischer Einwanderer verpflichtete der Lokalrivale CF Universidad de Chile den uruguayischen Stürmer. Im Januar wechselte Palacios zu Everton.

### Nationalmannschaft
Palacios gehörte der uruguayischen U-20-Auswahl an. Dort kam er im August 2009 in der Vorbereitung zur U-20-Weltmeisterschaft 2009 in Ägypten unter Trainer Diego Aguirre im Spiel gegen die Montevideo Wanderers zum Einsatz und erzielte einen Treffer bei der 2:3-Niederlage.

### Erfolge
- Torschützenkönig Torneo Clausura 2011 (Primera División, Uruguay)
- Uruguayischer Meister: 2009/10, 2015/16, 2017
- Uruguayischer Supercup: 2018